# 盧斯縣 (密西根州)
盧斯县（英語：Luce County）是美国密西根上半島東部的一個縣，北臨苏必利尔湖，面積4,952平方公里。根據2020年美國人口普查，共有人口5,339人。縣治紐貝里。該縣成立於1887年3月1日，縣名紀念曾任密西根州州長的賽勒斯·G·盧斯。